# Simulium merga
Simulium merga es una especie de insecto del género Simulium, familia Simuliidae, orden Diptera.
Fue descrita científicamente por Takaoka & Choochote, 2005.